# Procuradoria-Geral da Fazenda Nacional
A Procuradoria-Geral da Fazenda Nacional (PGFN) é um dos órgãos de direção superior da Advocacia-Geral da União,  no qual atuam os Procuradores da Fazenda Nacional, sob a chefia do Procurador-Geral da Fazenda Nacional, cargo atualmente ocupado pela procuradora Anelize Almeida. 
Compete ao órgão apurar a liquidez, certeza e legalidade dos créditos tributários ou de qualquer outra natureza e inscrevê-los em dívida ativa da União, promovendo sua cobrança, amigável ou judicial. 
À PGFN cabe, também, a assessoria e consultoria jurídica do Ministério da Fazenda, examinando, também, a legalidade dos contratos, concessões, acordos, ajustes ou convênios da pasta, inclusive os referentes à dívida pública interna e externa. Ainda quanto a consultoria, cabe o exame prévio e a legalidade dos despachos de dispensa e de reconhecimento de inexigibilidade de licitação e as suas ratificações, dos atos convocatórios e de contratos, concessões, permissões, acordos, ajustes ou convênios celebrados pelo Ministro de Estado, pelo Secretário-Executivo, pelos Secretários Especiais, pelo Procurador-Geral ou pelos dirigentes dos órgãos do Ministério.
Também, compete ao órgão a representação da União no Conselho Administrativo de Recursos Fiscais, no Conselho de Recursos do Sistema Financeiro Nacional, no Conselho de Recursos do Sistema Nacional de Seguros Privados, de Previdência Privada Aberta e de Capitalização, no Conselho de Controle de Atividades Financeiras e em outros órgãos de deliberação coletiva

## Instituição
Popularmente conhecida como Procuradoria da Fazenda Nacional, a instituição integra a Advocacia-Geral da União, embora seja mais antiga que esta. É subordinada técnica e juridicamente ao Advogado-Geral da União, embora o art. 12 da LC nº 73/1993, de constitucionalidade amplamente criticada, a vincule à estrutura administrativa do Ministério da Fazenda.
Ostenta, pois, a função de procuratura do Estado, como parte da Advocacia Pública em âmbito federal. Entretanto, simultaneamente, é considerada Administração Tributária, tendo em vista sua inserção no Ministério da Fazenda, com os deveres e prerrogativas a ela inerentes, como o controle da dívida ativa da União (arts. 201 a 204 do CTN), a emissão de certidões (arts. 205 a 208 do CTN), a concessão de parcelamentos e o acesso a dados protegidos pelo sigilo fiscal e bancário (art. 6º, Lei Complementar nº 105/2001).

## Competência
Compete à Procuradoria da Fazenda Nacional, em síntese, realizar o controle jurídico e de legalidade da União Federal no que diz respeito aos assuntos fiscais, bem como representar o Estado Brasileiro em matéria fiscal, o que acaba por incluir a cobrança judicial e extrajudicial de sua Dívida Ativa. Assim, a função é conhecida pela forte atuação no âmbito do compliance, no combate à corrupção e na repressão à lavagem de dinheiro, ao truste, à evasão de divisas e à sonegação.
Conforme os artigos 12 e 13 da Lei Complementar nº 73, de 10 de fevereiro de 1993, bem como o Decreto-Lei nº 147, de 3 de fevereiro de 1967 e o Regimento Interno da Procuradoria-Geral da Fazenda Nacional - RIPGFN , compete à Procuradoria-Geral da Fazenda Nacional, dentre outras atribuições:
- examinar previamente a legalidade dos contratos, acordos, ajustes e convênios que interessem ao Ministério da Fazenda, inclusive os referentes à dívida pública externa, e promover a respectiva rescisão por via administrativa ou judicial;
- negociar os acordos bilaterais em âmbito internacional, emitir pareceres e preparar os expedientes relativos aos créditos externos da República Federativa do Brasil;
- examinar a legalidade e negociar os contratos decorrentes das Atas de Entendimentos resultantes do comitê informal do chamado "Clube de Paris", que sejam de interesse da República Federativa do Brasil;
- elaborar, examinar e rever projetos de leis, de medidas provisórias, de decretos e demais atos normativos envolvendo matéria financeira, tais como dívida pública, crédito em todas as suas modalidades, orçamento público, programas governamentais de fomento, subvenções, fundos públicos e privados, seguros privados, seguro de crédito à exportação, previdência privada aberta, capitalização, preços públicos, tarifas, títulos públicos e privados, mercado de capitais, valores mobiliários, câmbio, Sistema Financeiro Nacional, sigilo bancário, ordem econômica e financeira, concorrência, lavagem de dinheiro, dentre outras;
- representar a Fazenda Nacional no Conselho Administrativo de Recursos Fiscais - CARF, no Conselho Superior do Sistema Financeiro Nacional, no Conselho de Recursos do Sistema Nacional de Seguros Privados, de Previdência Privada Aberta e Capitalização (CRSNSP), no Conselho de Controle de Atividades Financeiras (COAF), no Conselho Curador do Fundo de Compensação de Variações Salariais (CCFCVS), no Comitê de Recursos do Seguro Habitacional do Sistema Financeiro de Habitação (CRSFH) e noutros órgãos de deliberação coletiva, conforme o prevejam as leis e regulamentos;
- prestar consultoria à Secretaria de Acompanhamento Econômico - SEAE, no âmbito do Conselho Administrativo de Defesa Econômica - CADE;
- representar a União nas Assembleias Gerais das sociedades de economia mista e em outras entidades de cujo capital o Tesouro Nacional participe;
- as atividades de consultoria e assessoramento jurídicos no âmbito do Ministério da Fazenda e seus órgãos autônomos e entes tutelados;
- apurar a liquidez e certeza da dívida ativa da União de natureza tributária ou não tributária, inscrevendo-a para fins de cobrança, amigável ou judicial;
- em decorrência desse encargo relacionado à Dívida Ativa da União, faz a verificação do pagamento de tributos federais, concede parcelamentos desses tributos (observados os limites legais) e emite certidões sobre a situação desses tributos (quando pagos ou garantidos).

Em relação à sua atuação no âmbito judicial, cabe ao Procurador da Fazenda Nacional representar a União nas causas judiciais de natureza fiscal. São consideradas causas de natureza fiscal as relativas a:
- tributos de competência da União, inclusive infrações à legislação tributária;
- empréstimos compulsórios;
- apreensão de mercadorias, nacionais ou estrangeiras;
- decisões de órgãos do contencioso administrativo fiscal;
- benefícios e isenções fiscais;
- créditos e estímulos fiscais à exportação;
- responsabilidade tributária de transportadores e agentes marítimos;
- incidentes processuais suscitados em ações de natureza fiscal;
- execução judicial de qualquer valor inscrito em dívida ativa da União (DAU).[9]

## História
A Procuradoria-Geral da Fazenda Nacional (PGFN) tem sua origem na instituição do cargo de Procurador da Coroa, da Fazenda e do Fisco, pelo rei Felipe II, de Portugal, em 1609.
Pelo regimento de 13 de outubro de 1751, no Reinado de Dom José I, sendo Ministro o então Conde de Oeiras, mais tarde Marquês de Pombal – o notável estadista lusitano – foi criada a Relação do Rio de Janeiro: também composta de 10 Desembargadores, entre eles o procurador da Coroa e da Fazenda. Após diversas alterações, o órgão foi reformado para se tornar a Diretoria-Geral do Contencioso, instituída pelo Decreto nº 736, de 20 de novembro de 1850.
Por duas Cartas de Lei de 22 de dezembro de 1761, eram criados, em Portugal, por D. José I, o Tesouro-Geral, para centralizar num único cofre – o “caixa único” dos dias atuais – todos os direitos e rendas da Real Fazenda, e o Conselho da Real Fazenda, para conhecer, em uma só instância, de todos os requerimentos, causas e dependências que vertessem sobre a arrecadação das rendas de todos os direitos e bens da Coroa. Ambas as leis atribuíam aos procuradores da Fazenda o encargo de promover a execução dos créditos da Real Fazenda.
Já no início da República, o Decreto nº 2.807, de 31 de janeiro de 1898, do Presidente Prudente de Morais, alterou a denominação do órgão jurídico, passando para Diretoria do Contencioso. Apenas em 1909, pelo Decreto nº 7.751, baixado pelo Presidente Nilo Peçanha, em 23 de dezembro daquele ano, e que reorganizou a Administração-Geral da Fazenda Nacional, foi criada a Procuradoria-Geral da Fazenda Pública, sob a direção do Procurador-Geral da Fazenda Pública.
No Governo do Presidente Getúlio Vargas foi baixado o Decreto nº 24.036, de 26 de março de 1934, que reorganizou amplamente os serviços da Administração-Geral da Fazenda Nacional, restabelecendo a Procuradoria-Geral da Fazenda Pública, denominação essa que foi alterada, através da Lei nº 2.642, de 9 de novembro de 1955, para o nome atual de Procuradoria-Geral da Fazenda Nacional.
Em 1993, a Lei Complementar de nº 73 incluiu a Procuradoria-Geral da Fazenda Nacional na estrutura orgânica da Advocacia-Geral da União, ao lado da Procuradoria-Geral da União.

## Cronologia
Os fatos mais relevantes da história da Procuradoria da Fazenda Nacional, desde o período colonial, são os seguintes:
- 1609 - O rei Felipe II, de Portugal, institui a Primeira Relação do Brasil, com sede na Bahia, composta de dez membros chamados Desembargadores, um deles com a denominação específica de Procurador da Coroa, Fazenda e Fisco.
- 1751 - O Marquês de Pombal cria a Relação do Rio de Janeiro com estrutura idêntica à da Bahia.
- 1761 - O rei Dom José I cria o Tesouro-Nacional e o Conselho da Real Fazenda, este uma espécie de tribunal fiscal, onde atuam os Procuradores da Fazenda com o encargo de promover a execução dos créditos da Coroa. Esta organização funcionou, com algumas modificações, até a Independência.
- 1831 - Já no Brasil independente, organiza-se o Tribunal do Tesouro Público Nacional, previsto na Constituição de 1824, onde tinha assento um Procurador-Fiscal, nomeado pelo Imperador.
- 1909 - No período republicano foi criada, pelo Presidente Nilo Peçanha, a Procuradoria-Geral da Fazenda Pública, cujas atribuições são restringidas em 1921 pelo Presidente Epitácio Pessoa, mas restabelecidas em 1934 por Getúlio Vargas.
- 1955 - A Procuradoria-Geral da Fazenda Pública passa a chamar-se Procuradoria-Geral da Fazenda Nacional.
- 1988 - É criada a Advocacia-Geral da União, no âmbito da qual é inserida a Procuradoria-Geral da Fazenda Nacional, passando a fazer parte das Funções Essenciais à Justiça.

## Constituição de 1988
Até o advento da Constituição de 1988, o Brasil adotava um sistema similar àquele de países como os Estados Unidos da América: a representação jurídica do Estado era atribuída ao Ministério Público, que a acumulava com suas demais competências. A União, portanto, era representada pelo Ministério Público Federal, enquanto os Estados tinham sua representação jurídica pelo Ministério Público Estadual. Assim, a advocacia lato sensu era dividida entre Advocacia Privada, Ministério Público e Defensoria Pública.
A Procuradoria da Fazenda Nacional, nos moldes trazidos pelo Decreto-Lei nº 147/1967, exercia tão somente funções administrativas, no âmbito do Ministério da Fazenda. Entretanto, o processo de redemocratização do Brasil passou a demandar progressivamente mais do órgão, bem como reivindicava uma maior fiscalização do Estado.
Assim, sob pressão de alguns setores da sociedade, a Constituição Federal de 1988 superou o modelo clássico de tripartição do Estado, instituindo as Funções Essenciais à Justiça, em seus artigos 127 a 135. Tais funções devem ostentar elevado grau de independência dos demais poderes, tendo como responsabilidade precípua o livre trânsito e fiscalização de seu funcionamento, remetendo-se a ramificações do clássico instituto do Ombudsman. Constituem subdivisões do que se convencionou chamar de advocacia lato sensu.
Criou-se, dentre estas funções, a Advocacia Pública (ou Procuratura Pública), adotando-se o sistema italiano de procuraturas. Nesse sistema, a advocacia lato sensu passou a se dividir em quatro:
- Procuratura da sociedade: Ministério Público em sentido estrito (artigos 127 a 130-A da Constituição);
- Procuratura do Estado: Advocacia Pública (artigos 131 e 132 da Constituição);
- Procuratura de interesses privados: Advocacia Privada (art. 133 da Constituição);
- Procuratura dos hipossuficientes: Defensoria Pública (artigos 134 e 135 da Constituição).[11]

Neste sentido, a Advocacia Pública ficou encarregada pelo controle jurídico do Estado e zelo do patrimônio público, o que lhe atrai as mais inúmeras funções. É enxergada, por alguns autores, como um marco divisório limitativo dos interesses políticos dentro da Administração Pública, ou, ainda, a função responsável por impor os limites entre o Governo (temporário e movido por ideologias partidárias) e o Estado (entidade permanente e regida pelo Direito). Assim é que cabe aos procuradores públicos a proteção do Estado contra terceiros e contra o próprio Governo, não permitindo que questões políticas tragam gravames ilícitos ao Estado.
Para desempenho das funções de Advocacia Pública na instância federal, foi criada a Advocacia-Geral da União, à qual cabe a representação e controle jurídicos da União em âmbito nacional e da República Federativa do Brasil em âmbito internacional, bem como a defesa de todos os poderes da União na esfera judicial ou extrajudicial e a consultoria dos órgãos do Poder Executivo Federal.
A Procuradoria da Fazenda Nacional, pois, abandonou a antiga qualidade de mero órgão do Ministério da Fazenda, passando a integrar a Advocacia-Geral da União, ao lado da Procuradoria-Geral da União, enquanto legítima e constitucional parcela da Advocacia Pública, e ficando incumbida da representação e controle jurídicos da União, na ordem interna, e da República Federativa do Brasil, na ordem internacional, em matérias relativas à dívida pública e à Dívida Ativa da União (DAU).

## Organização
A atual organização da Procuradoria-Geral da Fazenda Nacional é dada pelo Decreto nº 11.344/23 estrutura: o Gabinete do Procurador-Geral; Subprocuradoria-Geral; 5 (cinco) Procuradorias-Gerais Adjuntas, divididas tematicamente; um Departamento de Gestão Corporativa; e 6 (seis) Procuradorias-Regionais.
A Procuradoria-Geral Adjunta Fiscal e Financeira - PGAFIN tem a seguinte composição:
- Coordenação-Geral de Assuntos Financeiros - CAF;
- Coordenação-Geral de Operações Financeiras da União - COF;
- Coordenação-Geral de Assuntos Societários da União - CAS;

A Procuradoria-Geral Adjunta de Representação Judicial - PGAJUD tem a seguinte composição:
- Coordenação-Geral de Representação Judicial - CRJ;
- Coordenação-Geral de Atuação Judicial perante o Supremo Tribunal Federal - CASTF;
- Coordenação-Geral de Atuação Judicial perante o STJ, TST, TNU e TSE;
- Laboratório de Jurimetria.

A Procuradoria-Geral Adjunta Tributária - PGAT tem a seguinte composição:
- Coordenação-Geral de Assuntos Tributários - CAT;
- Coordenação-Geral de Contencioso Administrativo Tributário - Cocat.

A Procuradoria-Geral Adjunta de Consultoria Administrativa - PGAD tem a seguinte composição:
- Coordenação-Geral de Licitações e Contratos - CGLC;
- Coordenação-Geral de Atos Normativos e Pessoal - CGNP;
- Coordenação-Geral e Disciplina - Coged

A Procuradoria-Geral Adjunta da Dívida Ativa da União e do FGTS - PGDAU tem a seguinte composição:
- Coordenação-Geral da Dívida Ativa da União e do FGTS - CDA;
- Coordenação-Geral de Estratégia de Recuperação de Créditos - CGR;
- Laboratório de Ciência de Dados.

A Procuradoria-Geral Adjunta de Governança e Gestão Estratégica - PGAGE tem a seguinte composição:
- Coordenação-Geral de Gestão de Pessoas e Desenvolvimento Institucional - CGPD;
- Coordenação-Geral de Administração - CGA;
- Coordenação-Geral de Tecnologia da Informação - CGTI.

Quanto às unidades regionais há a seguinte disposição:
- A Procuradoria-Regional da Fazenda Nacional na 1ª Região - PRFN1, possui, além da unidade regional (no DF), as unidades estaduais do Acre (PFN/AC), Amazonas (PFN/AM), Amapá (PFN/AP), Bahia (PFN/BA), Goiás (PFN/GO), Maranhão (PFN/MA), Mato Grosso (PFN/MT), Pará (PFN/PA), Piauí (PFN/PI), Rondônia (PFN/RO), Roraima (PFN/RR) e Tocantins (PFN/TO);
- A Procuradoria-Regional da Fazenda Nacional na 2ª Região - PRFN2 possui, além da unidade regional (no RJ), a unidade estadual do Espírito Santo (PFN/ES);
- A Procuradoria-Regional da Fazenda Nacional na 3ª Região - PRFN3 possui, além da unidade regional (em SP), a unidade estadual do Mato Grosso do Sul (PFN/MS);
- A Procuradoria-Regional da Fazenda Nacional na 4ª Região - PRFN4 possui, além da unidade regional (no RS), as unidades estaduais do Paraná (PFN/PR) e de Santa Catarina (PFN/SC);
- A Procuradoria-Regional da Fazenda Nacional na 5ª Região - PRFN5 possui, além da unidade regional (em PE), as unidades estaduais de Alagoas (PFN/AL), Ceará (PFN/CE). Paraíba (PFN/PB), Rio Grande do Norte (PFN/RN) e Sergipe (PFN/SE).
- A Procuradoria-Regional da Fazenda Nacional na 6ª Região - PRFN6 possui a unidade regional de Minas Gerais (PRFN6).

Muitas cidades interioranas possuem Procuradorias-Seccionais, em separado das estaduais, como é o caso de Campinas e Santos (SP), Juiz de Fora (MG), Vitória da Conquista (BA), Anápolis (GO) e Londrina (PR).